# Oligotrichum aligerum
Oligotrichum aligerum är en bladmossart som beskrevs av Mitten 1864. Oligotrichum aligerum ingår i släktet Oligotrichum och familjen Polytrichaceae. Inga underarter finns listade i Catalogue of Life.